# Barat Wetan
Barat Wetan is een bestuurslaag in het regentschap Kepahiang van de provincie Bengkulu, Indonesië. Barat Wetan telt 789 inwoners (volkstelling 2010).